# Little Uneasy
Little Uneasy — другий EP новозеландської співачки Fazerdaze, що вийшов 7 грудня 2015 року. Відео до пісні з однойменною назвою було представлена під час турне Великою Британією на підтримку гурту «Big Deal». Також у травні 2016 року сингл отримав позитивний відгук від сайту Poplib.

За словами співачки, основним сенсом пісні є спроба змитирися з невизначеністю в житті:
|  | Я написала дану пісню про спроби змиритися з невизначеністю, і залишатися лояльним до себе в ті часи, коли намагаєшся з'ясувати, що "ти" взагалі коїш. Тож, меня цілком подобається те, що я не достантньо впевнено почуваюсь на скейті, я трохи не впевнена в собі і відчуваю, що це надасть пісні ліричного змісту. |

## Відеокліп
Відео було доступне для перегляду 24 травня 2016 року. Зйомки проходили у Хобсонвілль, прибережному районі Окленду. Режисер — Гарт Баджер з компанії «Theivery Studio». На відео показано Амелію Мюррей, що їде на скейті безлюдними вулицями району, при цьому постійно слідуючи за камерою. У відео було використано ефект 3D та технологію «Drone».
Фінансуванням відео займалась компанія NZ_on_Air.